# Raudberg Valley
Raudberg Valley är en dal i Antarktis. Den ligger i Östantarktis. Norge gör anspråk på området.